# Palaeeudyptes gunnari
Il Palaeeudyptes gunnari era una specie di pinguino, ora estinta, del genere Palaeeudyptes.
È noto attraverso  dozzine di resti fossilei del medio e tardo Eocene (34-50 milioni di anni fa), ritrovati nell'isola di Seymour in Antartide.

## Distribuzione
L'isola di Seymour in Antartide.

## Sistematica
Monotipico.

## Aspetti morfologici
Era di taglia un po' più piccola del congenere Palaeeudyptes antarticus della Nuova Zelanda. Era alto 110–125 cm, circa l'altezza del pinguino imperatore.

## Status e conservazione
Fossile.